# Johann Jacob Wetken

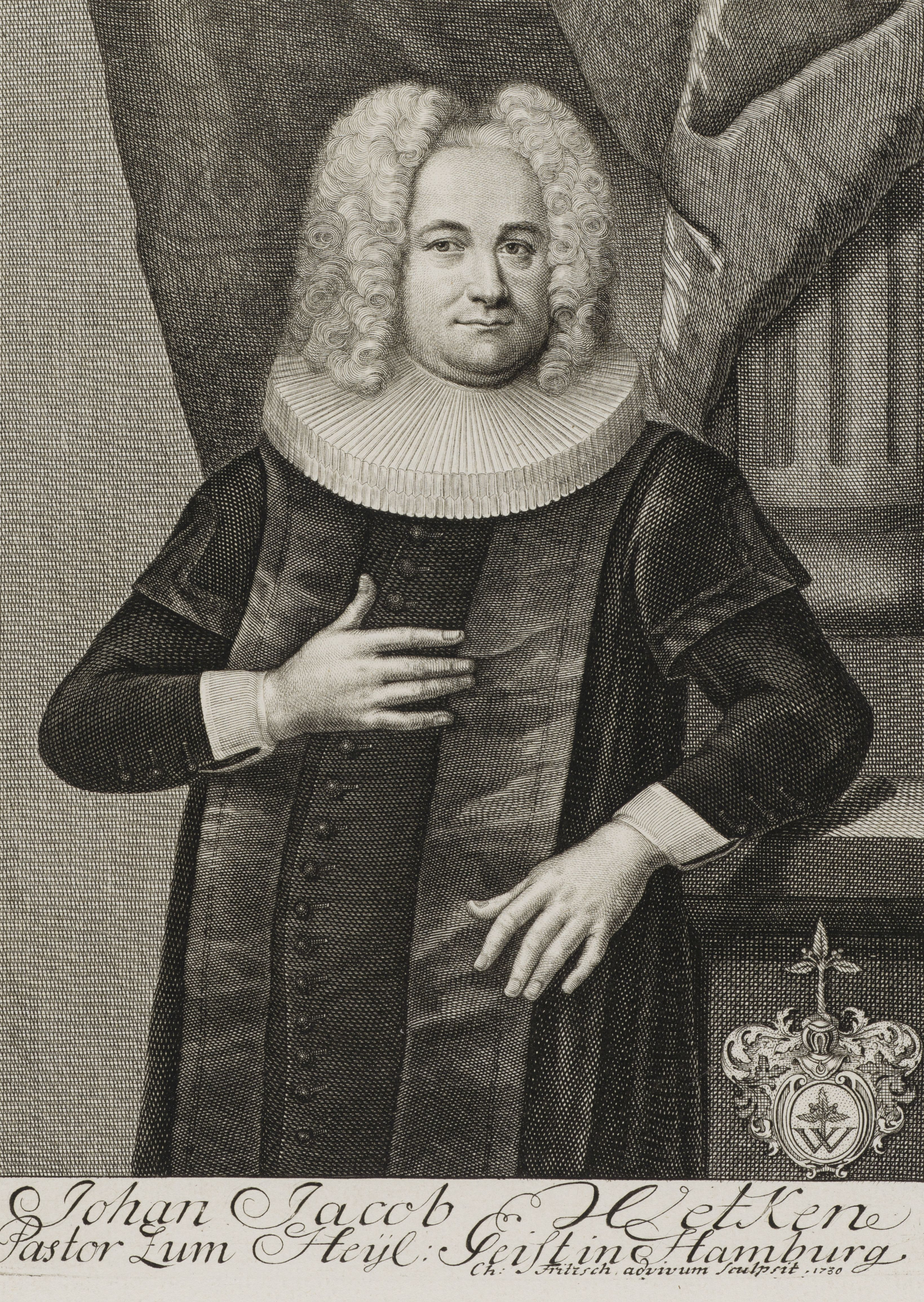
Johann Jacob Wetken, Kupferstich von Christian Fritzsch (1730)

Johann Jacob Wetken (* 11. August 1691 in Hamburg; † 2. Juni 1741 ebenda) war ein deutscher evangelisch-lutherischer Geistlicher.

## Leben
Johann Jacob Wetken entstammte der Hamburger Kaufmannsfamilie Wetken. Er war ein Sohn von Paul Wetken (1656–1701) aus dessen zweiter Ehe mit Margaretha, geb. Schlichting. Der wohlhabende Kaufmann und Stifter Hermann Wetken († 1712) war sein Großonkel, Hermann Samuel Reimarus war sein Cousin.

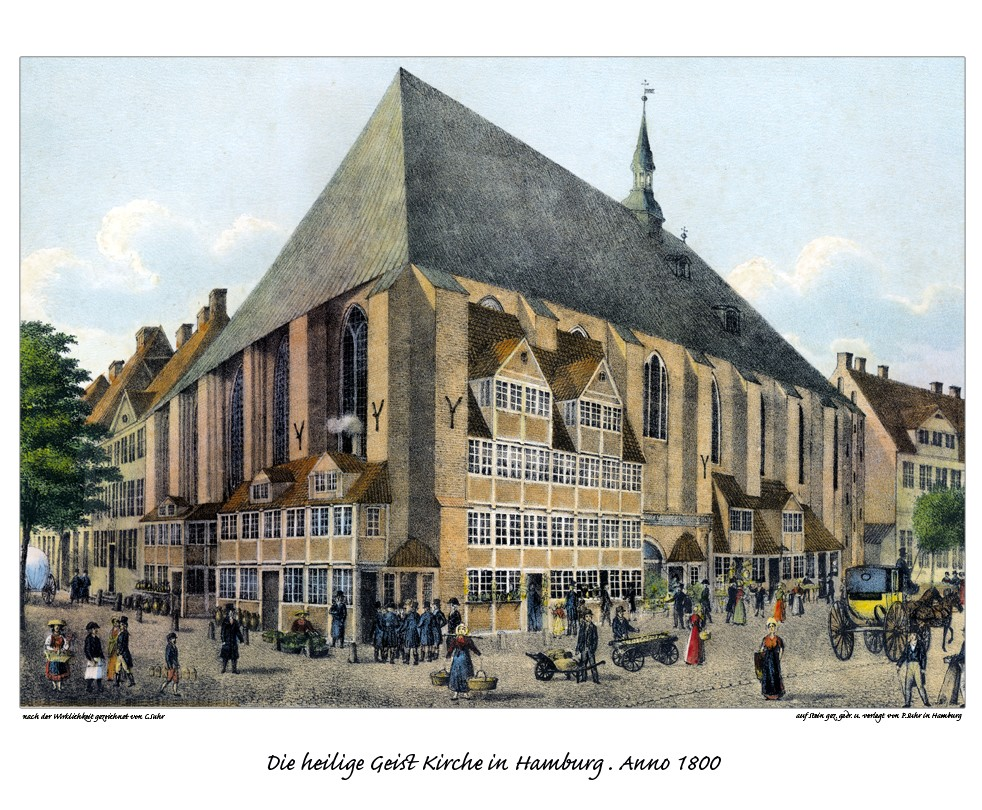
Heiliggeistkirche

Er besuchte die Gelehrtenschule des Johanneums und studierte Evangelische Theologie, ab Ostern 1712 an der Universität Rostock. Ostern 1717 wurde er Kandidat des hamburgischen Geistlichen Ministeriums. Seine erste Pfarrstelle erhielt er am 6. März 1721 mit der Berufung zum Pastor an der Heiliggeistkirche und zum Prediger am Gasthaus, einer städtischen Fürsorgeeinrichtung.
Wetken war seit dem 31. August 1723 verheiratet mit Anna Dina, geb. Willers († 1757). Das Paar hatte acht Kinder.